# Simpsonichthys costai
Simpsonichthys costai är en fiskart som först beskrevs av Lazara, 1991.  Simpsonichthys costai ingår i släktet Simpsonichthys och familjen Rivulidae. Inga underarter finns listade i Catalogue of Life.